# San Cristóbal Verapaz

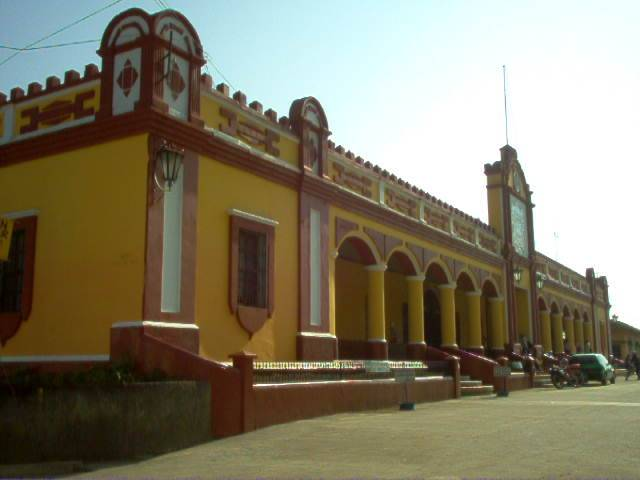
Hôtel de ville de San Cristóbal Verapaz.

San Cristóbal Verapaz est une ville du département d'Alta Verapaz au Guatemala. 
En 2008, son municipe (territoire communal) avait une superficie de 192 km2 et comptait environ 55 000 habitants. La ville elle-même s'est développée au bord du lac Chichoj.